# Mehrfrequenznetz

Mehrfrequenz- und Gleichwellennetz

Bei Mehrfrequenznetzen (engl. multi-frequency networks) oder MFNs handelt es sich um eine Art Funknetzstruktur für analoge und digitale (DVB, DAB) Sendeinhalte, bei der jeder Sender in einem Sendegebiet (auch Funkzelle) auf einem eigenen Kanal ausstrahlt. Die ökonomischere Lösung ist das so genannte Gleichwellennetz. Mehrfrequenznetze ist aus dem terrestrischen Broadcasting bekannt, bei der alle benachbarten Sender auf unterschiedlichen Trägerfrequenzen senden.
- Vorteil von Mehrfrequenznetzen: Es können keine Interferenzen zwischen den Nachbarkanälen auftreten.
- Nachteil von Mehrfrequenznetzen: Die in Mehrwellennetzen benutzten Frequenzen können erst wieder in einer gewissen Entfernung von einem anderen Sender benutzt werden. Die Entfernung muss dabei so groß sein, dass sich die verschiedenen Sendefrequenzen nicht gegenseitig beeinträchtigen.

Die Zuordnung der Frequenzen zu den Funkzellen kann mathematisch als Knotenfärbungsproblem planarer Graphen betrachtet werden.